# حضارة كانيغراتي

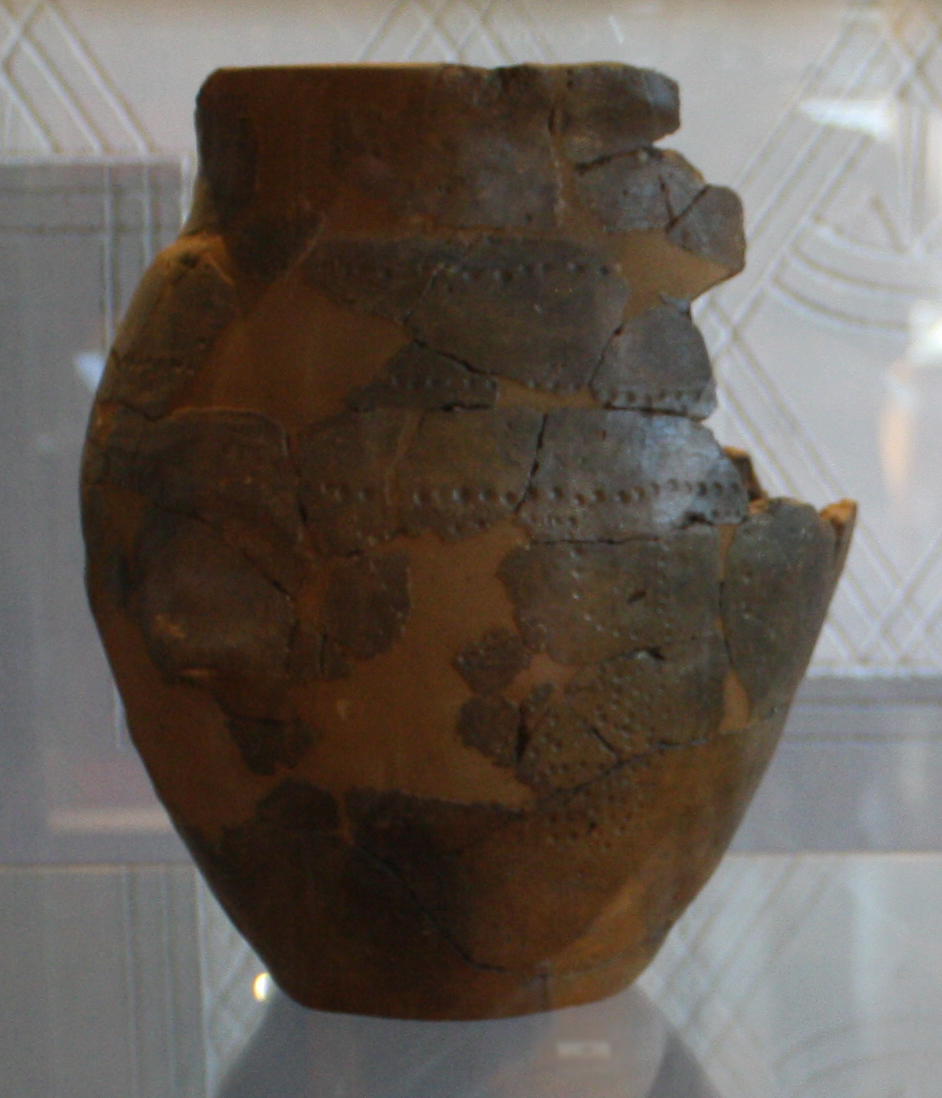

كانت حضارة كانيغراتي حضارة تابعة لإيطاليا ما قبل التاريخ، وتطورت منذ العصر البرونزي الحديث (القرن الثالث عشر قبل الميلاد) وحتى العصر الحديدي، في المناطق التي أصبحت الآن لومبارديا الغربية وشرق بيمنتة وكانتون تيسينو. كانت حضارة كانيغراتي تمثل دينامية ثقافية جديدة تمامًا للمنطقة تعبر عنها بالأعمال الفخارية والبرونزية مما ساهم في جعلها مثالًا نموذجيًا على حضارة هالستات الغربية.
يأتي الاسم من موقع كانيغراتي في لومبارديا، جنوب لنيانو و25 كم شمال ميلانو، حيث اكتشف جويدو سوترميستر اكتشافات أثرية مهمة (نحو 50 قبرًا مع أشياء خزفية ومعدنية). نُقّب عن الموقع لأول مرة في عام 1926 في منطقة ريون سانتا كولومبا، وجرى تنقيب منهجي بين مارس 1953 وخريف عام 1956، ما أدى إلى اكتشاف مدينة جنائزية تشتمل على 165 قبر، وتُعد واحدة من المواقع الأثرية الأكثر ثراء في شمال إيطاليا.

## التاريخ
المدينة الجنائزية الموجودة في كانيغراتي تشبه إلى حد بعيد تلك التي اكتُشِفَت في نفس الفترة في شمال جبال الألب. تمثل المدينة أول موجة هجرة لسكان حضارة أورنفيلد من الجزء الشمالي الغربي من جبال الألب، الذين قد نجحوا في المرور بالفعل من خلال ممرات جبال الألب واستقروا في وادي بو الغربي بين بحيرة ماجيوري وبحيرة كومو (حضارة سكاموزينا). جلبوا ممارسة جنائزية جديدة -حرق جثث الموتى التي حلت محل الدفن.
تقدم سحنة كانيغراتي أسلوبًا جديدًا من الزخارف في صناعة الخزف، وهو ما يمثل تقاطعًا تامًا تقريبًا مع حضارة سكاموزينا السابقة، حيث يرتبط هذا الأسلوب بنمط جبال الألب في الشمال الغربي في أقدم مرحلة من حضارة أورنفيلد. لا تظهر اكتشافات كانيغراتي الموحدة والمعزولة أي أثر لحضارة بولادا السابقة، كما أنها لا تقدم أي أدلة على انغراس الكانيغراتي التدريجي في المنطقة.
حافظ حاملو ثقافة كانيغراتي على تجانسهم لقرن واحد فقط، وبعد ذلك اختلطوا مع السكان الأصليين الليغوريين، وهذا الاتحاد أدى إلى مرحلة جديدة تسمى حضارة الجولاسيكا.
رُبِطَت أصول الأوروبي، وهي مجموعة سكانية محلية من الكتاب التقليديين في هذه المناطق والتي أسست مدينة كومو، بحضارة كانيغراتي.